# My Little Pony: A Amizade É Mágica (quadrinho)
My Little Pony: A Amizade é Mágica (na original My Little Pony: Friendship Is Magic) é uma série de quadrinhos baseada na série animada de televisão do mesmo nome. A primeira edição foi publicada em 28 de novembro de 2012 pela IDW Publishing, sob licença da Hasbro, proprietária da franquia My Little Pony, e provou ser um empreendimento de grande sucesso com uma circulação maior do que a maioria dos títulos concorrentes. A série é escrita por Katie Cook e ilustrada por Andy Price e Marco Lopes.

## Trama
A história em quadrinhos tem lugar no mesmo universo fictício do programa de TV na terra de Equestria que é maioritariamente habitado por pôneis (incluindo unicórnios e pégasos), juntamente com muitas outras criaturas amigáveis ou não. Os principais personagens dos quadrinhos incluem:
- Twilight Sparkle, uma alicórnio estudiosa (originalmente unicórnio) cujo talento usa magia, que veio para aprender o valor da amizade desde que chegou ao Ponyville.
- Spike, um bebê dragão e assistente de Twilight, que cospe fogo para enviar as mensagens de Twilight por trás e para sua mentora, a princesa Celestia.
- Applejack, uma pônei terrestre laboriosa responsável pelo pomar de maçãs de sua família.
- Fluttershy, uma pégaso tímida com uma predileção pelos animais.
- Pinkie Pie, uma pônei hiperactiva terrestre que ama festas.
- Rainbow Dash, uma pégaso nada tímida, mas pônei moleque que ajuda a limpar os céus das nuvens e sonha de entrar nas As Wonderbolts, equipe aeronáutica de Equestria.
- Rarity, uma unicórnio designer de roupas que dirige sua própria boutique.
- As Cutie Mark Crusaders, um grupo formado pela Apple Bloom (a irmã mais nova de Applejack), Sweetie Belle (a irmã mais nova de Rarity) e Scootaloo (cujo ídolo é Rainbow Dash), que querem obter suas cutie marks, uma figura que mostra seu talento, é para toda a vida.

Os quadrinhos cronologicamente ocorrer ao longo do show, com personagens e elementos introduzidos nas temporadas subsequentes. Neste caso:
- A história dos quatro primeiras edições é definido especificamente após a segunda final da temporada.
- A história contada entre edições 5 e 8 foram situados no meio da terceira temporada: os personagens finais aparecem como Babs Seed e Lightning Dust, e Trixie faz referência implícita ao episódio 5 da terceira temporada.
- A partir da edição 13, Twilight transforma em alicórnio, colocando as histórias a partir deste ponto em diante após a terceira temporada.

A edição 15 refere-se expressamente a um dos primeiros episódios da quarta temporada.
A partir Friends Forever edição 10 você pode ver o castelo de Twilight, colocando as histórias a partir deste ponto em diante após o final da quarta temporada.

## Publicação
| N° | Título original                     | Título brasileiro                  | Edições  | Primeira pub.           | Última pub.            |
| -- | ----------------------------------- | ---------------------------------- | -------- | ----------------------- | ---------------------- |
| 1  | My Little Pony: Friendship is Magic | My Little Pony: A Amizade é Mágica | Em curso | 28 de novembro de 2012  | -                      |
| 2  | Micro-series                        | TDA                                | 10       | 20 de fevereiro de 2013 | 18 de dezembro de 2013 |
| 3  | Friends Forever                     | TDA                                | 38       | 22 de junho de 2014     | 22 de março de 2017    |
| 4  | Legends of Magic                    | TDA                                | 12       | 19 de abril de 2017     | 28 de março de 2018    |
| 5  | Ponyville Mysteries                 | TDA                                | 5        | 21 de maio de 2018      | 26 de setembro de 2018 |
| 6  | Nightmare Knights                   | TDA                                | 5        | 10 de outubro de 2018   | 13 de março de 2019    |
| 7  | Spirit of the Forest                | TDA                                | 3        | 29 de maio de 2019      | 14 de agosto de 2019   |
| 8  | Feats of Friendship                 | TDA                                | 3        | 7 de agosto de 2019     | 20 de novembro de 2019 |

### Série principal
A série de quadrinhos principal, My Little Pony: A Amizade é Mágica, começou nos Estados Unidos em 28 de novembro de 2012 e ainda está em curso. No Brasil, foi publicado em 25 de abril de 2016 pela Panini Comics, anunciado na Comic Con Experience 2015 em São Paulo, com 2 primeiros volumes.
| N° | Título original               | Título do volume original                      | Título brasileiro                             | Data de pub. nos EUA   | Data de pub. no Brasil |
| -- | ----------------------------- | ---------------------------------------------- | --------------------------------------------- | ---------------------- | ---------------------- |
| 1  | The Return of Queen Chrysalis | My Little Pony: Friendship Is Magic - Volume 1 | My Little Pony: A Amizade é Mágica - Volume 1 | 28 de novembro de 2012 | 25 de abril de 2016    |
| 2  | The Return of Queen Chrysalis | My Little Pony: Friendship Is Magic - Volume 1 | My Little Pony: A Amizade é Mágica - Volume 1 | 2 de janeiro de 2013   | 25 de abril de 2016    |
| 3  | The Return of Queen Chrysalis | My Little Pony: Friendship Is Magic - Volume 1 | My Little Pony: A Amizade é Mágica - Volume 1 | 6 de fevereiro de 2013 | 25 de abril de 2016    |
| 4  | The Return of Queen Chrysalis | My Little Pony: Friendship Is Magic - Volume 1 | My Little Pony: A Amizade é Mágica - Volume 1 | 6 de março de 2013     | 25 de abril de 2016    |
| 5  | Nightmare Rarity              | My Little Pony: Friendship Is Magic - Volume 2 | My Little Pony: A Amizade é Mágica - Volume 2 | 27 de março de 2013    | 20 de julho de 2016    |
| 6  | Nightmare Rarity              | My Little Pony: Friendship Is Magic - Volume 2 | My Little Pony: A Amizade é Mágica - Volume 2 | 24 de abril de 2013    | 20 de julho de 2016    |
| 7  | Nightmare Rarity              | My Little Pony: Friendship Is Magic - Volume 2 | My Little Pony: A Amizade é Mágica - Volume 2 | 15 de maio de 2013     | 20 de julho de 2016    |
| 8  | Nightmare Rarity              | My Little Pony: Friendship Is Magic - Volume 2 | My Little Pony: A Amizade é Mágica - Volume 2 | 12 de junho de 2013    | 20 de julho de 2016    |

### Micro-séries
A primeira série spin-off de quadrilhos Micro-séries (no original Micro-series) é composta por histórias de um só tema, cada um focando em um único personagem. Os seis primeiros números se concentram nas principais Mane 6, e as outras se concentrar em outros personagens. Edição 10 foi lançado como a última edição. Sua publicação ocorreu primeiramente nos EUA entre 20 de fevereiro até seu termino em 18 de dezembro de 2013.
| N° | Título original          | Data de publicação      |
| -- | ------------------------ | ----------------------- |
| 1  | Twilight Sparkle         | 20 de fevereiro de 2013 |
| 2  | Rainbow Dash             | 20 de março de 2013     |
| 3  | Rarity                   | 24 de abril de 2013     |
| 4  | Fluttershy               | 29 de maio de 2013      |
| 5  | Pinkie Pie               | 19 de junho de 2013     |
| 6  | Applejack                | 10 de julho de 2013     |
| 7  | The Cutie Mark Crusaders | 21 de agosto de 2013    |
| 8  | Princess Celestia        | 11 de setembro de 2013  |
| 9  | Spike                    | 13 de novembro de 2013  |
| 10 | Luna                     | 18 de dezembro de 2013  |

### Friends Forever
A segunda série spin-off Friends Forever, é uma nova série em curso, que substituiu a Micro-séries, depois que ele concluiu a sua execução. Ocorreu primeiramente em 22 de janeiro de 2014 nos EUA, e é composto por histórias de um só tema, cada um focando dois personagens (o primeiro dos quais se concentra em Applejack e Pinkie Pie). Em 27 de março de 2017, substituído pelo Legends of Magic nos EUA.
| N° | Título original                         | Data de publicação      |
| -- | --------------------------------------- | ----------------------- |
| 1  | The Pie's the Limit                     | 22 de janeiro de 2014   |
| 2  | Cutie Mark Crusaders and Discord        | 26 de fevereiro de 2014 |
| 3  | Spike and Celestia                      | 12 de março de 2014     |
| 4  | Twilight Sparkle and Shining Armor      | 9 de abril de 2014      |
| 5  | Fluttershy and Zecora                   | 21 de maio de 2014      |
| 6  | Trixie and Rainbow Dash                 | 18 de junho de 2014     |
| 7  | Luna and Pinkie Pie                     | 23 de julho de 2014     |
| 8  | Reins, Trains, and Carts with Wheels    | 20 de agosto de 2014    |
| 9  | Granny Smith and the Flim Flam Brothers | 10 de setembro de 2014  |
| 10 | Fluttershy and Iron Will                | 22 de outubro de 2014   |
| 11 | Spitfire and Rainbow Dash               | 12 de novembro de 2014  |
| 12 | Pinkie Pie and Twilight Sparkle         | 10 de dezembro de 2014  |
| 13 | Rarity and Babs Seed                    | 7 de janeiro de 2015    |
| 14 | Princess Luna and Spike                 | 4 de março de 2015      |
| 15 | Mayor Mare and Applejack                | 25 de março de 2015     |
| 16 | Diamond Tiara and Silver Spoon          | 20 de maio de 2015      |
| 17 | Twilight Sparkle and Big Macintosh      | 3 de junho de 2015      |
| 18 | Fluttershy and Rainbow Dash             | 1 de julho de 2015      |
| 19 | Rarity and Cake Family                  | 5 de agosto de 2015     |
| 20 | Discord and Princess Luna               | 9 de setembro de 2015   |
| 21 | Spike and Zecora                        | 7 de outubro de 2015    |
| 22 | Princess Celestia and Pinkie Pie        | 4 de novembro de 2015   |
| 23 | Applejack and Fluttershy                | 2 de dezembro de 2015   |
| 24 | Gilda and Rarity                        | 6 de janeiro de 2016    |
| 25 | Rainbow Dash and Twilight Sparkle       | 3 de fevereiro de 2016  |
| 26 | Shining Armor and Prince Blueblood      | 16 de março de 2016     |
| 27 | Pinkie Pie and Granny Smith             | 6 de abril de 2016      |
| 28 | Cutie Mark Crusaders and Princess Luna  | 4 de maio de 2016       |
| 29 | Rarity and Maud Pie                     | 8 de junho de 2016      |
| 30 | Twilight Sparkle and Princess Cadance   | 30 de junho de 2016     |
| 31 | Rainbow Dash and Little Strongheart     | 17 de agosto de 2016    |
| 32 | Fluttershy and Daring Do                | 20 de setembro de 2016  |
| 33 | Applejack and Cherry Jubilee            | 12 de outubro de 2016   |
| 34 | Pinkie Pie and Cheese Sandwich          | 23 de novembro de 2016  |
| 35 | Twilight Sparkle and Starlight Glimmer  | 14 de dezembro de 2016  |
| 36 | Rainbow Dash and Soarin                 | 25 de janeiro de 2017   |
| 37 | Rarity and Trixie                       | 22 de fevereiro de 2017 |
| 38 | Princess Celestia and Princess Luna     | 22 de março de 2017     |

### Fiendship Is Magic
A terceira série spin-off Fiendship Is Magic é uma série especial de cinco edições com foco nos backstories de cinco personagens vilões da série, especificamente Rei Sombra, Lord Tirek, as Sereias, Nightmare Moon e Rainha Chrysalis. Publicado em 1 de abril até 29 de abril de 2015 nos EUA.
| N° | Título original | Data de publicação  |
| -- | --------------- | ------------------- |
| 1  | King Sombra     | 1 de abril de 2015  |
| 2  | Lord Tirek      | 8 de abril de 2016  |
| 3  | Sirens          | 15 de abril de 2015 |
| 4  | Nightmare Moon  | 22 de abril de 2015 |
| 5  | Queen Chrysalis | 29 de abril de 2015 |

### Legends of Magic
A quarta série spin-off Legends of Magic, foi lançado em 19 de abril de 2017 e terminou em 28 de março de 2018. Ele se concentrará na história, que cobrem o mito de Equestria, que tem sido apenas brevemente tocada no show de televisão, como o personagem de Star Swirl, o Barbudo.
| N° | Título                                 | Data de publicação      |
| -- | -------------------------------------- | ----------------------- |
| 1  | Starswirl the Bearded                  | 19 de abril de 2017     |
| 2  | Rockhoof                               | 10 de maio de 2017      |
| 3  | Mistmane                               | 7 de junho de 2017      |
| 4  | Flash Magnus                           | 5 de julho de 2017      |
| 5  | Somnambula                             | 6 de setembro de 2017   |
| 6  | Mage Meadowbrook                       | 27 de setembro de 2017  |
| 7  | Stygian and the Dazzlings              | 18 se outubro de 2017   |
| 8  | Rookhoof and Mage Meadowbrook          | 15 de novembro de 2017  |
| 9  | Flash Magnus and the Dragons           | 27 de dezembro de 2017  |
| 10 | Pillars of Old Equestria - parte 1     | 24 de janeiro de 2018   |
| 11 | Pillars of Old Equestria - parte 2     | 28 de fevereiro de 2018 |
| 12 | Pillars of Old Equestria - parte final | 28 de março de 2018     |

### The Movie Prequel
A quinta série spin-off The Movie Prequel, é uma minissérie de quatro números, com cada edição que serve como histórias de origem dos novos personagens serem introduzidos no próximo filme de 2017. A primeira edição foi lançada em 28 de junho de 2017. A coleção completa de minisséries foi lançada em formato comercial em 5 de setembro de 2017.
| N° | Título                          | Data de publicação    |
| -- | ------------------------------- | --------------------- |
| 1  | Storm King                      | 28 de junho de 2017   |
| 2  | Captain Calaeno and the Pirates | 26 de julho de 2017   |
| 3  | Capper of Abyssinia             | 23 de agosto de 2017  |
| 4  | Tempest of Equestria            | 6 de setembro de 2017 |

### Ponyville Mysteries
A sexta série spin-off Ponyville Mysteries, é uma minissérie que substituiu a série Legends of Magic, começando em Maio de 2018 e terminando em Setembro. Como a série de livros do mesmo nome, a série seguirá as Crusaders de Cutie Mark à medida que resolvem mistérios em torno de Ponyville.
| N° | Título                                | Data de publicação     |
| -- | ------------------------------------- | ---------------------- |
| 1  | Nurse Redheart and Ponyville Hospital | 30 de maio de 2018     |
| 2  | Jeff Letrotskiand and Walter          | 20 de junho de 2018    |
| 3  | Ponyville Retirement Village          | 18 de julho de 2018    |
| 4  | Ponyville Day Spa                     | 29 de agosto de 2018   |
| 5  | Songbird Serenade                     | 26 de setembro de 2018 |

### Nightmare Knights
A sétima série spin-off Nightmare Knights, é uma minissérie que substituiu a série Ponyville Mysteries, começando em Outubro de 2018 e terminando em Março de 2019. A série gira em torno da Princesa Luna, formando uma equipe formada por companheiros de vilões reformados para lidar com uma nova ameaça à Equestria.
| N° | Título                                | Data de publicação     |
| -- | ------------------------------------- | ---------------------- |
| 1  | Stygian and Princess Luna (Edição 1)  | 10 de outubro de 2018  |
| 2  | Capper (Edição 2)                     | 21 de novembro de 2018 |
| 3  | Group of Villains Reformed (Edição 3) | 12 de novembro de 2018 |
| 4  | Edição 4                              | 16 de janeiro de 2019  |
| 5  | Edição 5                              | 13 de março de 2019    |

### Spirit of the Forest
A oitava série spin-off Spirit of the Forest, é uma minissérie que substituiu a série Nightmare Knights, começando em Maio de 2019 e terminando em Agosto de 2019. Centra-se em torno dos Cutie Mark Crusaders, enquanto tentam resolver um mistério na floresta.
| N° | Título   | Data de publicação   |
| -- | -------- | -------------------- |
| 1  | Edição 1 | 29 de maio de 2019   |
| 2  | Edição 2 | 26 de junho de 2019  |
| 3  | Edição 3 | 14 de agosto de 2019 |

### Feats of Friendship
A nona série spin-off Feats of Friendship, é uma minissérie que substituiu a série Spirit of the Forest, começando em Agosto de 2019 e terminando em Novembro de 2019. Ele se concentra nos Young Six, enquanto eles competem em um evento atlético na Escola de Amizade.
| N° | Título   | Data de publicação     |
| -- | -------- | ---------------------- |
| 1  | Edição 1 | 7 de agosto de 2019    |
| 2  | Edição 2 | 30 de outubro de 2019  |
| 3  | Edição 3 | 20 de novembro de 2019 |

### Edições anuais e especiais
Três quadrinhos adicionais de 48 páginas foram lançados até o momento, sob o título My Little Pony Annual. O primeiro serviu como um tie-in para o filme direct-to-video de 2013 My Little Pony: Equestria Girls, publicado em 30 de outubro de 2013, contém duas histórias precursoras em conjunto antes dos eventos do filme. O segundo, foi publicado em 24 de setembro de 2014, é um ramo de "Power Ponies", um episódio da quarta temporada da série de televisão A Amizade é Mágica. O terceiro, foi publicada em 1 de março de 2017, com o subtítulo Guardians of Harmony e consiste de seis histórias de 8 páginas que se concentram em uma invasão changeling em Equestria.
Um especial para o natal, Holiday Special de 32 páginas, foi publicado em 2 de dezembro de 2015. Twilight Sparkle e Spike encontram-se encalhados em uma estação de trem, devido à neve pesada e passam o tempo lendo histórias de Hearth's Warming. Outro especial de natal, Equestria Girls Holiday Special serviu como um tie-in para o filme direct-to-video de 2014 My Little Pony: Equestria Girls – Rainbow Rocks, publicado em 17 de dezembro de 2015, contém duas histórias sequências definidos após os eventos do filme. Um especial de Deviations de 40 páginas, foi publicado em 8 de março de 2017, apresentando uma linha de tempo em que a Princesa Celestia escolhe o Príncipe Blueblood em vez de Twilight como seu aluno pessoal. Esta última questão é parte de uma série de quadrinhos one-shot de cinco semanas, em que cada questão explora uma linha de tempo alternativa em um universo IDW diferente. Em 13 de dezembro de 2017, foi lançado um especial de natal, My Little Pony Holiday Special 2017. Em 18 de abril de 2018, foi lançado quarta edição anual baseado no spin-off Legends of Magic, My Little Pony: Legends of Magic Annual 2018. Em 23 de janeiro de 2019, foi lançado um especial para comemora 20 anos da editora IDW Publishing, My Little Pony: IDW 20/20. Em 27 de novembro de 2019, foi lançado um especial de natal, My Little Pony Holiday Special 2019.
| N° | Título original                                 | Data de publicação     |
| -- | ----------------------------------------------- | ---------------------- |
| 1  | My Little Pony Annual 2013                      | 30 de outubro de 2013  |
| 2  | My Little Pony Annual 2014                      | 24 de setembro de 2014 |
| 3  | My Little Pony Holiday Special                  | 2 de dezembro de 2015  |
| 4  | My Little Pony: Equestria Girls Holiday Special | 17 de dezembro de 2015 |
| 5  | My Little Pony Annual 2017                      | 1 de março de 2017     |
| 6  | My Little Pony: Deviations                      | 8 de março de 2017     |
| 7  | My Little Pony Holiday Special 2017             | 13 de dezembro de 2017 |
| 8  | My Little Pony: Legends of Magic Annual 2018    | 18 de abril de 2018    |
| 9  | My Little Pony: IDW 20/20                       | 23 de janeiro de 2019  |
| 10 | My Little Pony Holiday Special 2019             | 27 de novembro de 2019 |